# Monumento a Cristo Rey de Tenancingo
El monumento a Cristo Rey de Tenancingo se localiza en la cúspide del cerro de las tres Marías, también conocido como cerro de las tres cruces, en el municipio de Tenancingo en el Estado de México.
Tiene una altura total de 30 metros: la estatua mide 21 metros de altura y un pedestal de 9×9 metros.
Desde la explanada alrededor del monumento se puede ver en 360° el resto de la ciudad, el Valle de Toluca y el Nevado de Toluca, ofreciendo estupendas vistas panorámicas del paisaje. 

## Historia
Jesús Hernández Espinoza, sacerdote de la localidad, fue quien tuvo la idea de su creación en atención a una manda que hizo para graduarse en el Seminario de la diócesis Conciliar de Toluca.
El arquitecto Héctor Morett fue el encargado de hacer realidad este proyecto.
Para su construcción fue necesario abrir un camino, trabajo que comenzó en el año de 1979, al no contar con recursos económicos necesarios se empezó solo con pico y pala en faenas dominicales, y así mismo el proyecto arquitectónico estuvo a cargo del arquitecto Héctor Morett, y el escultor Juan Ramírez, de la ciudad de Toluca, quien se ocupó del rostro y las manos de la imagen.
En 1985, el 3 de mayo se puso la primera piedra con la celebración de la primera misa a las 12:00 h.

## Actividades de interés y turismo
Debido a que para llegar hasta el monumento se debe ascender 1195 escalones por la ladera del cerro, es utilizado para ejercitarse al ascender y descender del cerro, además de relajación y disfrutar de las vistas panorámicas desde la cima.
Igualmente, los escalones se utilizan para competencias de downhill, a la que acuden deportistas tanto nacionales como extranjeros, por lo general, se celebran durante los meses finales del año. 
Se realizan celebraciones religiosas en el último domingo del año litúrgico del rito romano en la explanada del monumento. Por lo tanto, su fecha varía oscilando entre los días 20 y 26 de noviembre. 

## Acceso
Se encuentra al sur de la ciudad de Toluca de Lerdo: a 50 minutos de distancia por la Carretera Federal 55; y aproximadamente a dos horas de Ciudad de México, por la Carretera Federal 15 y 55.
Hay dos vías para ascender al monumento, a pie por la escalinata de 1195 escalones partiendo desde el mirador en la base del cerro, y en automóvil por las dos carreteras a los lados del cerro, un estacionamiento se encuentra detrás del monumento.